# ジョージ・カリュー (第4代カリュー男爵)
第4代カリュー男爵ジョージ・パトリック・ジョン・カリュー（英語: George Patrick John Carew, 4th Baron Carew、1863年2月1日 – 1926年4月21日）は、イギリスの貴族。

## 生涯
第2代カリュー男爵ロバート・シャップランド・カリューと妻エミリー・アン（Emily Anne、旧姓フィリップス（Philips）、1899年11月24日没、第2代準男爵サー・ジョージ・リチャード・フィリップスの娘）の次男として、1863年2月1日に生まれた。イートン・カレッジで教育を受けた後、1882年8月29日にケンブリッジ大学モードリン・カレッジに入学した。
1923年4月29日に兄ロバート・シャップランド・ジョージ・ジュリアンが死去すると、カリュー男爵位を継承した。
1926年4月21日に子供のないまま死去、叔父シャップランド・フランシス（Shapland Francis、1827年2月19日 – 1892年6月6日）の息子ジェラルド・シャップランドが爵位を継承した。

## 家族
1888年10月5日、モード・ベアトリス・ラムゼイ（Maud Beatrice Ramsay、1955年7月17日没、ジョン・サモンズ・ラムゼイの娘）と結婚したが、2人の間に子供はいなかった。